# Jugularvenenthrombose
Unter einer Jugularvenenthrombose versteht man den seltenen, meist einseitigen thrombotischen Verschluss einer der großen Halsvene (Drosselvenen), meist der Vena jugularis interna.

## Verbreitung und Ursachen

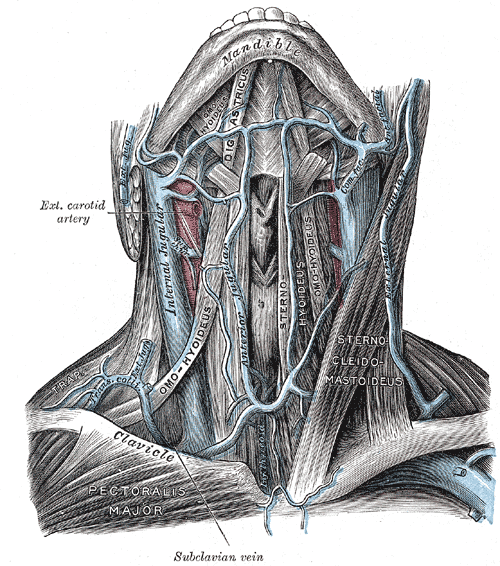
Halsvenen, anatomische Lage am überstreckten Hals: Rechts Vena jugularis interna, links Vena jugularis externa

In vorantibiotischer Zeit war die häufigste Ursache einer Jugularvenenthrombose eine bakterielle Entzündung im Kopf-Hals-Bereich, wie eine Halsphlegmone, ein Peritonsillarabszess, das Lemierre-Syndrom oder eine Mastoiditis. Heute tritt die Jugularvenenthrombose als seltene Komplikation eines über die V. jugularis vorgeführten zentralen Venenkatheters oder nach ausgedehnten Halseingriffen auf. Auch ein intravenöser Drogenmissbrauch mit Injektion in die Halsvenen, ein stumpfes Halstrauma oder eine Gerinnungsstörung kommen als Ursache in Betracht. Häufiger findet man Jugularvenenthrombosen paraneoplastisch bei Bauchspeicheldrüsen-, Bronchial-, Magen- oder Eierstockkrebs.

## Klinische Erscheinungen
Das klinische Bild ist unterschiedlich. Ein hochfieberhafter Verlauf mit einseitiger schmerzhafter Schwellung und Schonhaltung des Halses, eventuell Schluck- und Stimmstörung, Druckempfindlichkeit des Gefäßstranges und nachfolgender Sepsis ist heute eher selten. Mehr finden sich unspezifische Zeichen mit einer Halsschwellung, Kopfschmerzen, vergrößerten Halslymphknoten. Im Verlauf der Vene kann ein derber Strang tastbar sein und sich ein positives Queckenstedt-Zeichen finden. Oft wird eine Jugularvenenthrombose beim beschwerdefreien Patienten im Rahmen einer sonografischen Untersuchung als Zufallsbefund erhoben.

## Untersuchungsmethoden
Neben der körperlichen Untersuchung ist die Sonographie das Mittel der Wahl. Andere bildgebende Verfahren wie Computertomographie oder Magnetresonanztomographie führen ebenfalls verlässlich zur Diagnose. Laborchemisch findet sich ein Anstieg der D-Dimere, auch sind erhöhte Infektparameter (erhöhtes C-reaktives Protein, Leukozytose) möglich.

## Behandlung
Kausal erfolgt eine Behandlung mit Heparin, zur Vermeidung einer Sepsis werden Antibiotika gegeben. Eine intraluminale Lysetherapie wird wegen der Gefahr einer Sepsisentwicklung üblicherweise nicht durchgeführt. Grundsätzlich gilt es die Grunderkrankung zu behandeln. Bei drohender oder beginnender Sepsis ist eine operative Ligatur oder Resektion der Vena jugularis interna erforderlich.